# Суслов, Андрей Борисович
Андре́й Бори́сович Су́слов (род. 25 июня 1961, Пермь) — российский историк, специалист в области новейшей истории России, истории сталинизма и политических репрессий в СССР, проблем прав человека. Доктор исторических наук (2005), профессор ПГГПУ и Пермского филиала НИУ ВШЭ.

## Биография
Окончил исторический факультет Пермского университета (1985), дипломная работа «Сборники А. И. Герцена и Н. П. Огарева „Голоса из России“», ученик Я. Б. Рабиновича. Был принят на преподавательскую работу в Пермский педагогический институт. В 1989 году в ПГУ защитил кандидатскую диссертацию «Межпартийная и внутрипартийная борьба на Урале (1919—1927 гг.)», 24 сентября 2004 года в УрГУ — докторскую диссертацию «Спецконтингент в Пермском крае (конец 20-х — начало 50-х гг. XX в.)» (научный консультант О. В. Волобуев; официальные оппоненты С. А. Красильников, В. М. Кириллов, В. П. Мотревич).
Ассистент, старший преподаватель (1993—1995), доцент (1995—1998, 2000—2004), старший научный сотрудник (1998—2000) кафедры отечественной истории, в 2005—2018 годах — заведующий кафедрой новой и новейшей истории России ПГПУ (ПГГПУ), в 2018—2023 годах — профессор объединённой кафедры отечественной и всеобщей истории, археологии. Среди читаемых в разные годы курсов: «История», «История КПСС», «История России в новейшее время», «Права человека: методика преподавания в школе», «Права человека: механизмы защиты», «История повседневности»; спецкурсы «Оппозиция в России (XIX-XX вв.)»; «Революционные партии в России»; «Принудительный труд в 30-х — 50-х годах XX в.», «Формирование основ толерантного поведения в школе», «История политических репрессий в СССР», «Большой террор на Урале», «Обеспечение прав человека в школе», «Советская история в отражении литературы», «Методика работы с нарративными источниками». Сотрудник Центра устной истории и визуальной антропологии ПГГПУ, участвовал в проекте «Историческая память жителей Пермского края о советском прошлом» (2012—2013), руководитель научно-практической лаборатории ПГГПУ «Формирование гражданских качеств учащихся в рамках ФГОС» (с 2013).
С 1997 года — член правления, с 2002 года — заместитель председателя Пермского отделения международного общества «Мемориал». Руководитель работы по гранту РГНФ «Принудительный труд на Западном Урале» (1998—1999). С 1998 года — заместитель директора Центра поддержки молодых демократических инициатив, с 2003 года — директор Центра гражданского образования и прав человека. Член товарищества Института российских исследований им. Дж. Кеннана. Окончил курсы «Стратегии и техники обучения правам человека» (2000, 2001) и Высший международный курс по защите прав человека Польского Хельсинкского фонда по правам человека (Варшава, 2003). В 2004—2009 годах был старшим научным сотрудником Пермского филиала Института истории и археологии УрО РАН. С 2009 года также преподавал в Высшей школе экономики (Пермь), где читал курс «Публичное управление» и руководил выпускными работами.

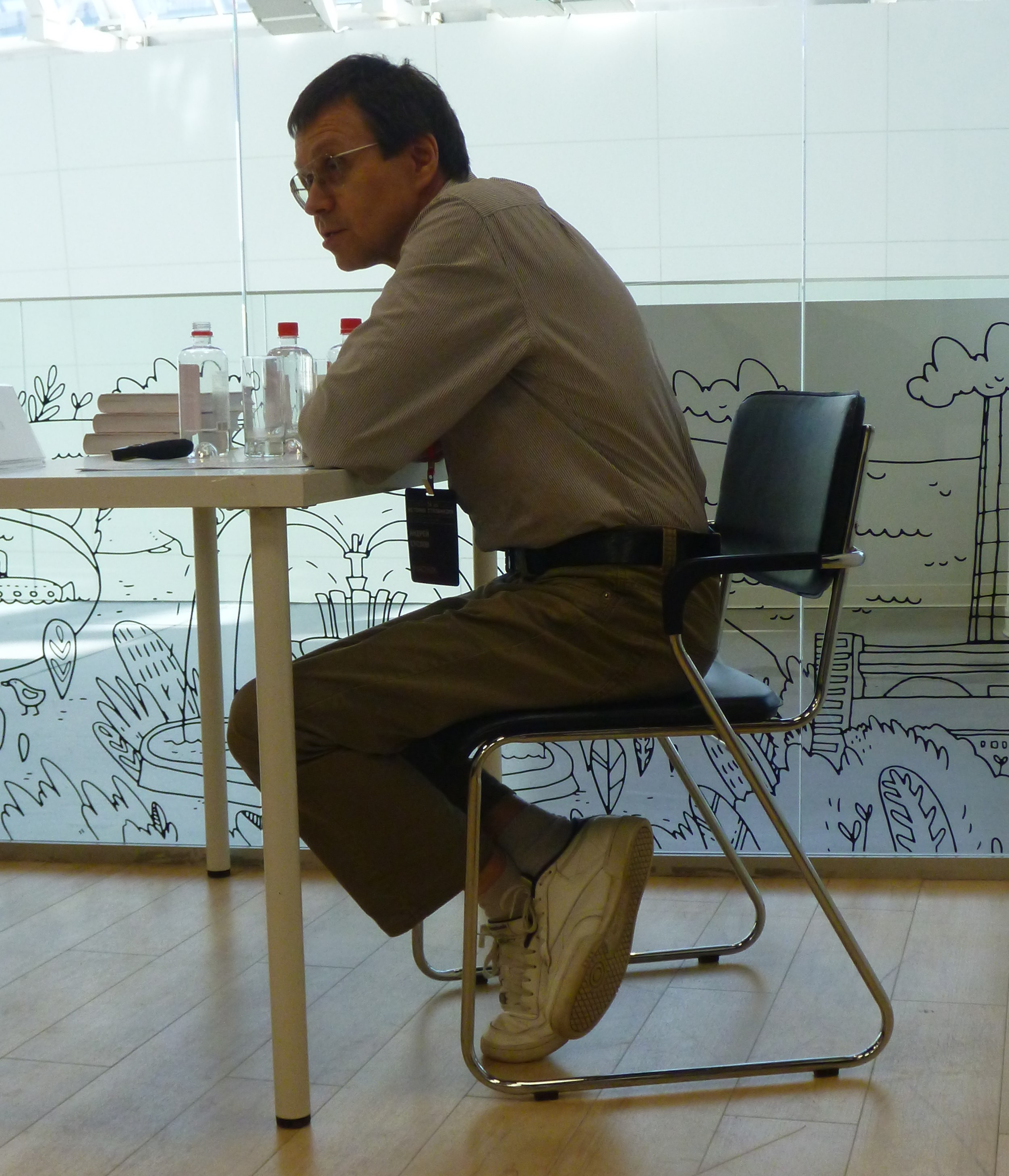
Андрей Суслов в Ельцин-центре, 24 июня 2022 года

Член коллегии Министерства образования и науки Пермского края (2006—2017), входил в состав общественных советов при Министерстве образования (по гражданскому образованию) и при ГУ МВД РФ по Пермскому краю (2009—2013); член учёного совета Комитета по делам архивов Пермского края (2007—2010). Член Вольного исторического общества. С 2023 года живёт в Германии.
Автор более 180 научных публикаций.

## Основные работы
Книги и брошюры
- Социально-экономическое положение Урала и состояние большевистских организаций края после окончания гражданской войны и в первые годы НЭПа. (Деп. в ИНИОН 17.07.89. № 38857.0;
- История России. 1917—1995: учебник для вузов. — Пермь: Пермский пед. университет, 1995.
  - 2-е изд. 1997.
  - История России. 1917—1991. — Пермь, 2018;
- Агафонова Н. Н., Белавин А. М., Крыласова Н. Б., Нечаев М. Г., Суслов А. Б. Страницы истории земли Пермской. Т. 2. Прикамье в XVIII—XX вв. — Пермь: Кн. изд-во, 1997. 336 с.: ил.;
- Страницы истории земли Пермской: Прикамье в XVIII—XX вв. Рабочая тетрадь. — Пермь, 1997;
- Спецконтингент в Пермской области (1929—1953 гг.). — Екатеринбург; Пермь, 2003. 383 с.
  - Спецконтингент в Пермской области (1929—1953 гг.). — М.: РОССПЭН, 2010;
- Уроки толерантности: Сборник методических материалов / под ред. А. Б. Суслова и Д. П. Поносова. — Пермь, 2004. — 88 с.
- Миков П. В., Суслов А. Б., Цуканов А. Н. Права человека в деятельности сотрудников милиции. Часто задаваемые вопросы: Справочник для сотрудников милиции. — Пермь, 2005. — 128 с.
- Миков П. В., Суслов А. Б., Цуканов А. Н. Соблюдает ли милиция твои права? Справочник. — Пермь, 2005. — 64 с.
- Миков П. В., Суслов А. Б., Цуканов А. Н. Права человека в учебном центре МВД: методическое пособие для учебных центров УВД. — Пермь, 2006. — 40 с.
- Толерантность: теоретические подходы и методики обучения основам толерантного поведения: Сборник методических материалов / под ред. А. Б. Суслова, Д. П. Поносова. — Пермь, 2006. — 134 с.
- Миков П. В., Суслов А.Б. Права человека в деятельности руководителя общеобразовательного учреждения. — Пермь, 2006;
- Права человека. 10 класс: учебник для общеобразовательных учреждений. — М.: ООО «ТИД „Русское слово — РС“», 2006 (в соавт.);
- Права человека. 11 класс: учебник для общеобразовательных учреждений. — М.: ООО «ТИД „Русское слово — РС“», 2006 (в соавт.);
- Деятельность некоммерческих организаций по развитию гражданского образования в Пермском крае. Аналитический доклад / Сост. А. Б. Суслов. — Пермь, 2007. — 64 с.
- Суслов А. Б., Черемных М. В. Обучение правам человека в школе: проблема мотивации учителей-обществоведов. — Пермь, 2009. — 16 с.
- Суслов А. Б., Цуканов А. Н. Милиция должна служить народу. — Пермь, 2010. — 28 с.
- Миков П. В., Суслов А. Б., Цуканов А. Н. Обеспечение прав человека в деятельности милиции: Уч. пособие для уч.-ся 10-11 кл. лицеев милиции. — Пермь, 2009. — 60 с.
- Суслов А. Б., Хатмуллина Я. А. Мы и полиция: методическое пособие для классных руководителей. — Йошкар-Ола, 2010. — 68 с.
- Поносов Д. П., Попов А. Ю., Суслов А. Б., Черемных М. В. Формирование гражданских качеств учащихся основной школы с учётом нового образовательного стандарта: Методическое пособие для педагогов. — Пермь, 2014. — 85 с.
- Вихман А. А., Женина Л. В., Попов А. Ю., Суслов А. Б. Формирование гражданских качеств учащихся: Планирование ожидаемых результатов и диагностика. — Пермь, 2014. — 104 с.
- Германов И. А., Плотникова Е. Б., Суслов А. Б., Черемных М. В. Права человека в профессиональных образовательных организациях Пермского края: Итоговый отчет о проведении мониторинга. — Пермь, 2015;
- Вихман А. А., Калугин А. Ю., Сибиряков Е. С., Суслов А. Б. Гражданские качества как ценности: определение, диагностика, результаты апробации, 2016. — 48 с.
- Права человека в вузах Пермского края: Итоговый отчет о проведении мониторинга / под ред. А. Б. Суслова. — Пермь, 2016. — 56 с.
- Суслов А. Б., Черемных М. В. Изучение истории сталинских репрессий в школе: методические рекомендации. 2-е изд. — Пермь, 2016;
- Формирование основ толерантного поведения в школе: учебное пособие для студентов вузов. — Пермь. ПГГПУ. 2019.

Статьи
- Окончательная политическая гибель меньшевиков на Урале // Классовая борьба на Урале в период империализма и утверждения диктатуры пролетариата. — Пермь, 1989;
- Окончательная ликвидация эсеровских группировок на Урале // На путях строительства социализма. — Пермь, 1990;
- Межпартийная и внутрипартийная борьба на Урале в 1921—1929 годах // Страницы истории Урала. Вып. 1 / отв. ред. В. А. Державин. — Пермь, 1993;
- Страницы истории пермских островов ГУЛАГа // Страницы истории Урала. Вып. 2 / отв. ред. В. А. Полозов. — Пермь, 1996 (в соавт. с В. Г. Киселёвым);
- Трудовая мобилизация советских немцев в годы Великой Отечественной войны (на примере Пермской области) // История репрессий на Урале: идеология, политика, практика (1917—1980-е годы). — Нижний Тагил, 1997.
- Политическая история: Россия — СССР — Российская Федерация // Вестник Московского педагогического университета. Серия «История». Вып. 1. М., 1998.
- Спецконтингент в Пермской области (1929—1953) // Годы террора. — Пермь, 1998;
- Государство Усоллаг // Карта.1999. № 24-25.
- Диссиденты // Пермь от основания до наших дней: исторические очерки. — Пермь, 2000 (в соавт. с М. Г. Нечаевым)
  - 2-е изд. 2013.
  - 3-е изд. 2018 (т. 2);
- Быт спецпоселенцев Молотовской области (1945—1953) // Труды Камской археолого-этнографической экспедиции. Вып. I—II. — Пермь: ПГПУ, 2001.
- Спецконтингент на Северном Урале в годы Великой Отечественной войны // Великий подвиг народа. — Екатеринбург, 2001;
- Протокол одного заседания // Карта. 2001. № 30-31;
- Персонально ориентированные массовые источники для создания баз данных по спецпоселенцам // Возвращенные имена: Материалы к семинарам-тренингам. — Нижний Тагил, 2002;
- Проблема эффективности принудительного труда в СССР (1929—1953 гг.) (на материалах Урала) // Урал и Сибирь в сталинской политике. — Новосибирск, 2002;
- Политический заключенный: кто он? // Годы террора: Книга памяти жертв политических репрессий. Часть 3. Т. 1. — Пермь, 2003;
- Трактовка политических репрессий в вузовских учебниках по советской истории // Вестник института Кеннана в России. Вып.4. — М., 2003.
- Системный элемент советского общества конца 20-х — начала 50-х годов: спецконтингент // Вопросы истории. — 2004. — № 3;
- Спецконтингент и принудительный труд в советских пенитенциарных концепциях 30-х гг. // Отечественная история. — 2004. — № 5;
- Права и обязанности участников образовательного процесса // Основы государства и права. — 2005. — № 6; 2006. — № 1 (в соавт. с П. В. Миковым);
- Борьба с «педологическими извращениями» в провинциальном вузе // Исторические, философские, политические и юридические науки, культурология и искусствоведение. Вопросы теории и практики. — 2011. — № 7. — C. 209—211 (в соавт. с И. С. Шиловой);
- Раскулачивание в Прикамье в январе-марте 1930 г // Вестник Пермского университета. Сер. История. — 2011. — Вып. 3 (17).
- Политика принуждения на начальном этапе коллективизации в Прикамье (ноябрь 1929 г. — март 1930 г.) // Известия Уральского федерального университета. Сер. 2. Гуманитарные науки. — 2012. — № 1. — С. 146—155
- Реакция крестьян Пермского края на эскалацию репрессий в деревне в 1930 году // Вестник Удмуртского ун-та. Сер. История и филология. — 2012. — Вып. 3. — С. 119—122.
- Вмешательство государства в семейную жизнь спецпоселенцев в послевоенный период // Вестник Пермского университета. Сер. «История». — 2013. — № 3. — С. 196—201.
- Изъятие крестьянской собственности в процессе социалистического преобразования деревни в начале 1930-х гг. (на примере Пермского края) // Исторические, философские, политические и юридические науки, культурология и искусствоведение. Вопросы теории и практики. — 2013. — № 1. — Ч. II. — C. 172—177
- Саботажник стахановского движения как «враг народа» // Исторические, философские, политические и юридические науки, культурология и искусствоведение. Вопросы теории и практики. — 2013. — № 10. — Ч. II. — C. 184—187 (в соавт. с И. С. Шиловой);
- Использование фальсификаций в деятельности пермских чекистов в годы Большого террора // Вестник Удмуртского университета. Сер. «История и филология». 2014. Вып. 1;
- Неуважение к семейной жизни — типичная черта сталинского режима // Сталинизм: Идеология и практика. — Пермь, 2016. — С. 83—95;
- Попытка создания антисоветской подпольной организации в исправительно-трудовой колонии. 1958—1959 гг. // Исторические, философские, политические и юридические науки, культурология и искусствоведение. Вопросы теории и практики. — 2018. — № 3 (89). — С. 65-69;
- «Лучше перегнуть, чем недогнуть»: «Dekulakization» as a Facet of Stalin’s Social Revolution (The Case of Perm Region) // The Russian Review 78 (July 2019): 371—391.

Составитель и редактор
- Тоталитаризм и личность. — Пермь, 1994;
- Тоталитаризм и сопротивление. — Пермь, 1994;
- Сплав металлов и судеб: 60-летний путь Соликамского магниевого завода. — Пермь, 1996 (руководитель авторского коллектива);
- Права человека: методика преподавания в школе. — Пермь, 1999;
  - Права человека: методика преподавания в школе. 3-е изд. — Пермь, 2004;
  - Права человека: методика преподавания в школе. (9-11 кл.). 4-е изд. — Пермь, 2008;
- Права человека в России: прошлое и настоящее. — Пермь, 1999;
- Годы террора: Книга памяти жертв политических репрессий Пермской области. Ч.I-VII. — Пермь, 1998—2010 (совм. с А. А. Калихом и др.);
- Права человека: Книга для чтения (9-11 классы). 3-е изд., исправл. — Пермь, 2008;
- Общество и власть. Российская провинция. Т. 1: 1917—1940. Т. 2: 1941—1985. Пермский край. Документы и материалы. — Пермь, 2008;
- Общественная экспертиза развития общественного участия в управлении образованием. — Пермь, 2008.
- Учимся жить в обществе: методические материалы по формированию основ толерантного поведения для педагогов учреждений начального и среднего профессионального образования. — Пермь, 2012.